# Carl Hasselberg
Carl Jonas Erik Hasselberg, född 16 maj 1856 i Östersunds församling, död 17 maj 1938 i Grundsunda, var en svensk präst, kyrkohistoriker och hembygdsforskare.

## Biografi
Hasselberg föddes 1856 i Östersunds församling. Han var son till häradshövdingen Johan Gunno Hasselberg och Charlotte Kinnman. Hasselberg avlade mogenhetsexamen vid Östersunds högre allmänna läroverk 1875 och blev student vid Uppsala universitet samma år. Efter en teoretisk teologisk examen prästvigdes han 1882 till pastorsadjunkt i Hammerdals församling. Hasselberg blev efter olika tjänster kyrkoherde i Grundsunda församling 1898 och kontraktsprost 1916–1930. År 1921 promoverades han till teologie hedersdoktor i Uppsala. 
Hasselberg gjorde sig som hembygdsforskare och kyrkohistoriker känd för grundlighet och lärdom. Bland hans arbeten märks Jämtland och Härjedalen (Svenska turistföreningens resehandböcker 1904-24), Norrländskt fromhetsliv på 1700-talet (1919), Ernst Arbman och den jämtländska väckelserörelsen (1923) och Under Polstjärnan (1935). På sin 75-årsdag tillägnades Hasselberg en festskrift.
Han var hedersledamot av Norrlands nation i Uppsala, Föreningen Heimbygda i Östersund, samt Svenska Turistföreningen.

### Familj
Hasselberg gifte sig 16 juni 1892 med Olga Arbman (1858–1940), vilken var dotter till apotekaren Gottfrid Arbman och Ingeborg Ulrika Dillner i Köping samt brorsdotter till Ernst Arbman. De fick tillsammans barnen småskollärarinnan Naima Hasselberg (född 1893) i Husby-Långhundra socken, folkskollärarinnan Fanny Hasselberg (1894–1947) som var gift med professorn Henrik Nyberg i Uppsala, lektorn Gudmar Hasselberg (född 1896) i Östersund, kyrkoherden Bertil Hasselberg (född 1897) i Graninge församling, läroverksläraren Gunno Hasselberg (född 1900) och Valdemar Hasselberg (1903–1911). Makarna Hasselberg är begravda på Grundsunda kyrkogård.